# Eadburh
Eadburh (fl. 787–802) fue la hija del rey Offa de Mercia y la reina Cynethryth. Se casó con el rey Beorhtric de Wessex y, según la Vida de Alfredo el Grande del monje y obispo Asser, mató a su marido con veneno mientras intentaba envenenar a otro. Mucho del registro de su vida descansa en la tradición.
Huyó a Francia, donde según la tradición, la ofrecieron la posibilidad de casarse con Carlomagno. Descartada finalmente, en cambio, fue nombrada abadesa de un convento, donde fue sorprendida en hechos ilícitos con un exiliado inglés. Como resultado, fue expulsada del monasterio y terminó sus días mendigando en las calles de Pavía.

## Familia
Eadburh nació en una fecha indeterminada. La primera evidencia de su existencia data de 787 cuando, junto con sus tres hermanas y un hermano, se encuentra como testigo al pie de una carta documental.

## Reina
Eadburh se casó en 789 con Beorhtric, rey de Wessex (r. 787 a 802). Offa era entonces el rey más poderoso de Inglaterra, y Beorhtric obtuvo su apoyo por su matrimonio. Según Asser, Eadburh actuó enérgica y cruelmente y, a menudo, exigía la ejecución o el exilio de sus enemigos. La leyenda dice que asesinó a aquellos hombres a quienes no pudo obligar a Beorhtric a matar, envenenando su comida o bebida. En 802, según Asser, Eadburh intentó envenenar a un joven favorito del rey, pero el resultado, por haber compartido por error el veneno, fue que mató a los dos en 802. El joven pudo haber sido Worr, ya que la Crónica anglosajona registra la muerte de ambos hombres poco antes de la sucesión de Egberto, el abuelo de Alfredo el Grande, como rey de Wessex.

## Exilio
Posteriormente, Eadburg huyó a Francia y se refugió en la corte de Carlomagno, donde el sucesor de su marido, Egberto de Wessex, se había refugiado después de ser exiliado por Beorhtric. Allí Asser relata que Carlomagno fue herido en su orgullo por ella, cuando al presentar el rey a uno de sus hijos, le preguntó cuál prefería, a él o a su hijo, como esposo. Eadburg respondió que, dada la juventud del hijo, prefería al hijo. Carlomagno respondió célebremente: 'Si me hubieras elegido a mí, nos habrías tenido a los dos. Pero, como lo elegiste a él, no tendrás a ninguno'. A cambio, le ofreció un puesto como abadesa de un convento que ella aceptó.
Sin embargo, pronto fue sorprendida en una aventura sexual con otro hombre sajón y, después de ser condenada, fue expulsada por orden directa de Carlomagno, sin un centavo, dejándola en la calle. En sus últimos años vivió como mendiga en las calles de Pavía.

## Consecuencias y legado
Dos cartas posiblemente auténticas de 801 muestran a Eadburh como regina (reina), un título que rara vez se usaba para las esposas del rey en Wessex en el siglo IX. Según Asser, esto se debió a la vergüenza que Eadburh había aportado al título. Sin embargo, Offa y Beorhtric habían llevado a Egberto al exilio en la década de 780, y el ennegrecimiento de su nombre también puede deberse en parte al deseo de desacreditar a Beorhtric.
Asser también escribe que, como resultado del resentimiento de la aristocracia hacia Eadburh, el estatus y la influencia de las reinas posteriores se redujeron y no recibieron el título de 'reina' sino de 'esposa del rey'. A la reina también se la prohibió sentarse junto al rey en el trono. Esto volvió a cambiar cuando Carlos el Calvo insistió en que su hija Judit, que se casó con el rey Ethelwulfo, fuera coronada como reina.